# Nyírvidék
A Nyírvidék 1880. április 1. és 1944. június 30. között Nyíregyházán megjelent heti, majd napilap. 1885-től Szabolcs vármegye hivatalos közlönye, a Tanácsköztársaság idején a vármegyei direktórium hivatalos napilapja volt.

## Története
1879-ben  Jóba Elek és Piringer János nyomdát alapítottak a városban Piringer és Jóba néven, és 1880-ban Ábrányi Lajos szerkesztésében elindították a Nyírvidék című hetilapot, amely ezen címen 54 évfolyamot ért meg. 1883-ban, a tiszaeszlári bűnper idején a Nyírvidék napi értesítőket adott ki a tárgyalásról.
A lap felelős szerkesztője 1886-ig Jóba Elek, utána Jancsó Géza gimnáziumi tanár, majd 1887-től huszonöt éven át a fővárosból érkezett Inczédy Lajos hírlapíró volt. 1912-ben Inczédy távozása után ifj. Jóba Elek vette át a lap szerkesztését egészen 1917-ig. 1917. január 18-tól az addig hetente egyszer megjelenő lap napilappá alakult át. 1917-től a felelős szerkesztők sorban Kertész László, Seres József, Gergely Andor és Sasi Szabó László ügyvéd voltak. 1922. december 31-től a lap megszűnéséig Vertse K. Andor vette át a szerkesztést.
1933 februárjában elárverezték a laptulajdonos nyomdát. 1933 márciusától másfél évig Szabolcsi hírlap címen jelent meg új évfolyamszámozással. 1934. július 1-től megszűnéséig Nyírvidék - szabolcsi hírlap címen élt tovább.
Jelenleg a lap egyes évfolyamai a város három közgyűjteményében találhatóak. Egyrészt a Jósa András Múzeumban, másrészt a Szabolcs-Szatmár-Bereg Megyei Levéltárban, valamint a Móricz Zsigmond Megyei és Városi Könyvtárban.
A kortörténeti jelentőségű anyag mikrofilmen vagy eredeti, sérülékeny, papír alapú dokumentumok formájában áll a kutatók rendelkezésére. A három közgyűjtemény a magyar kultúra napján 2012-ben kampányt indított a dokumentumok digitalizálására, melyre adományokat gyűjt.